# Mèrvelle
 (décembre 2015).
Si vous disposez d'ouvrages ou d'articles de référence ou si vous connaissez des sites web de qualité traitant du thème abordé ici, merci de compléter l'article en donnant les références utiles à sa vérifiabilité et en les liant à la section « Notes et références ».

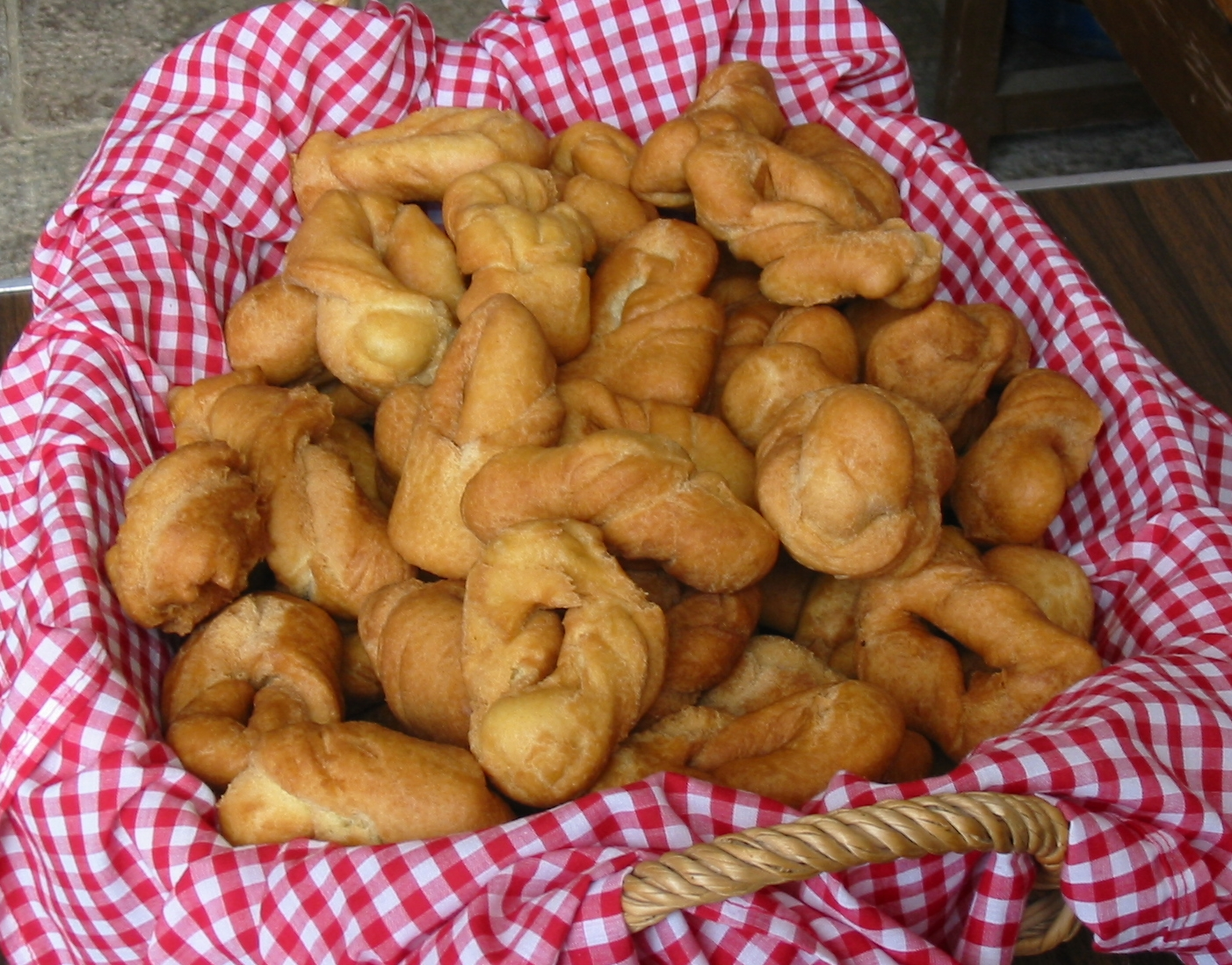
Les mèrvelles de Jersey.

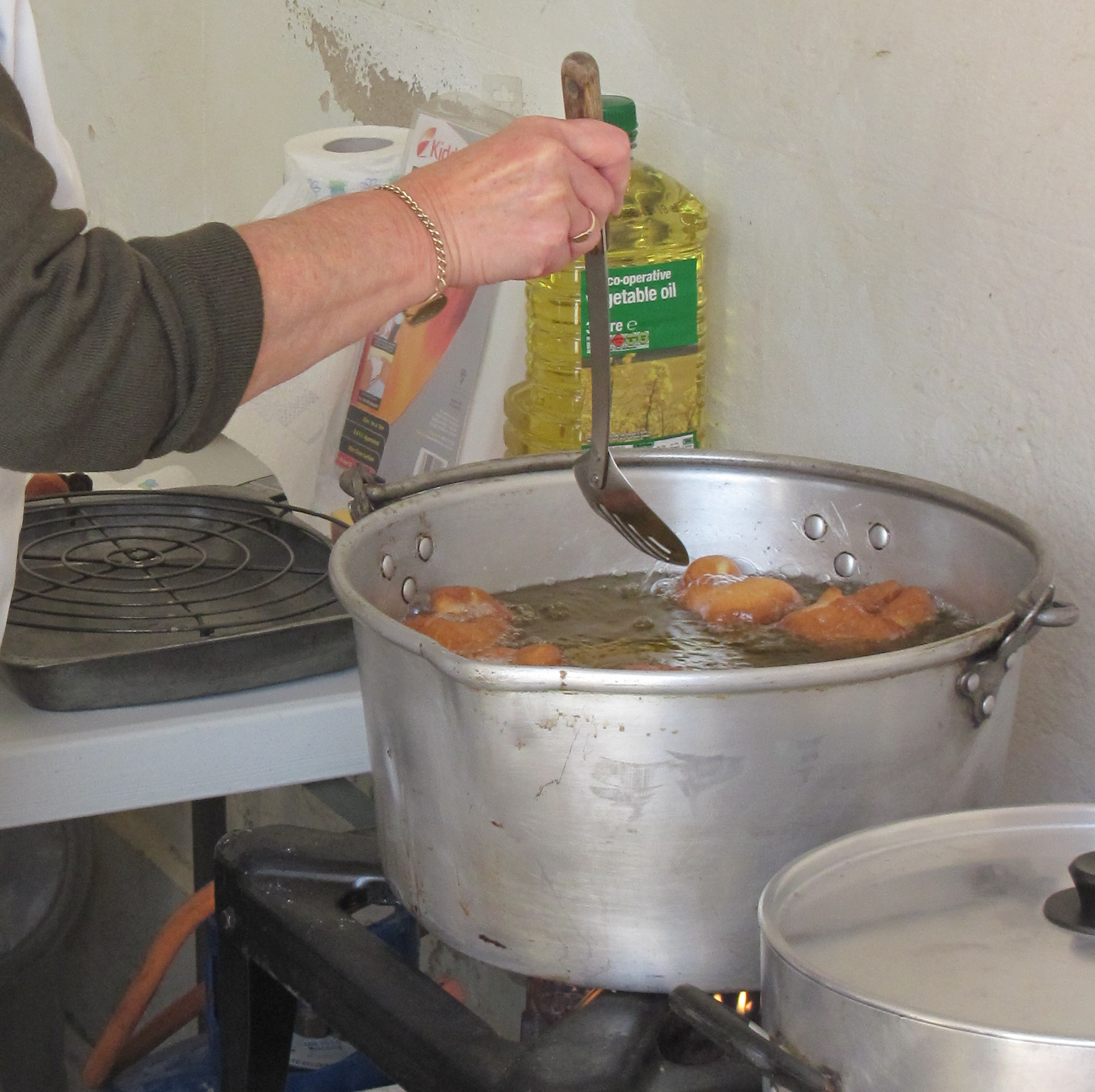
Les mèrvelles baignent dans l'huile.

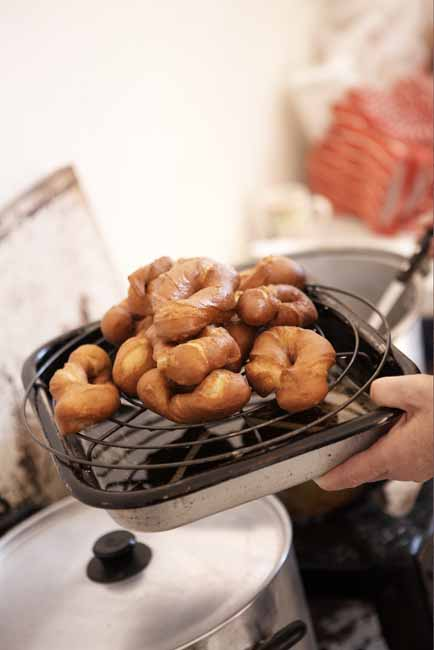
Les mèrvelles sont égouttées.

La mèrvelle (en français : la Merveille de Jersey, en anglais : Jersey Wonder), est une pâtisserie traditionnelle de Jersey proche du beignet en forme de nœud.

## Présentation
Les mèrvelles sont de petits gâteaux que l'on mangeait traditionnellement après le carême, le Mardi gras et le jour de Pâques. De nos jours[Quand ?], les mèrvelles sont consommés toute l'année, notamment lors des fêtes, kermesses et festivals.

## Tradition
Traditionnellement, ce furent les femmes qui préparaient les mèrvelles. Pour cela, il fallait respecter un principe de base pour réussir la recette. Toujours faire cuire les mèrvelles quand la marée descend et à marée basse et ne jamais le faire quand la marée remonte, celle-ci pouvant provoquer le débordement de l'huile de friture de la casserole. Cette tradition était un moyen de rendre responsable la mer au cas où les mèrvelles étaient trop cuites ou pas assez.

## Galerie de photographies

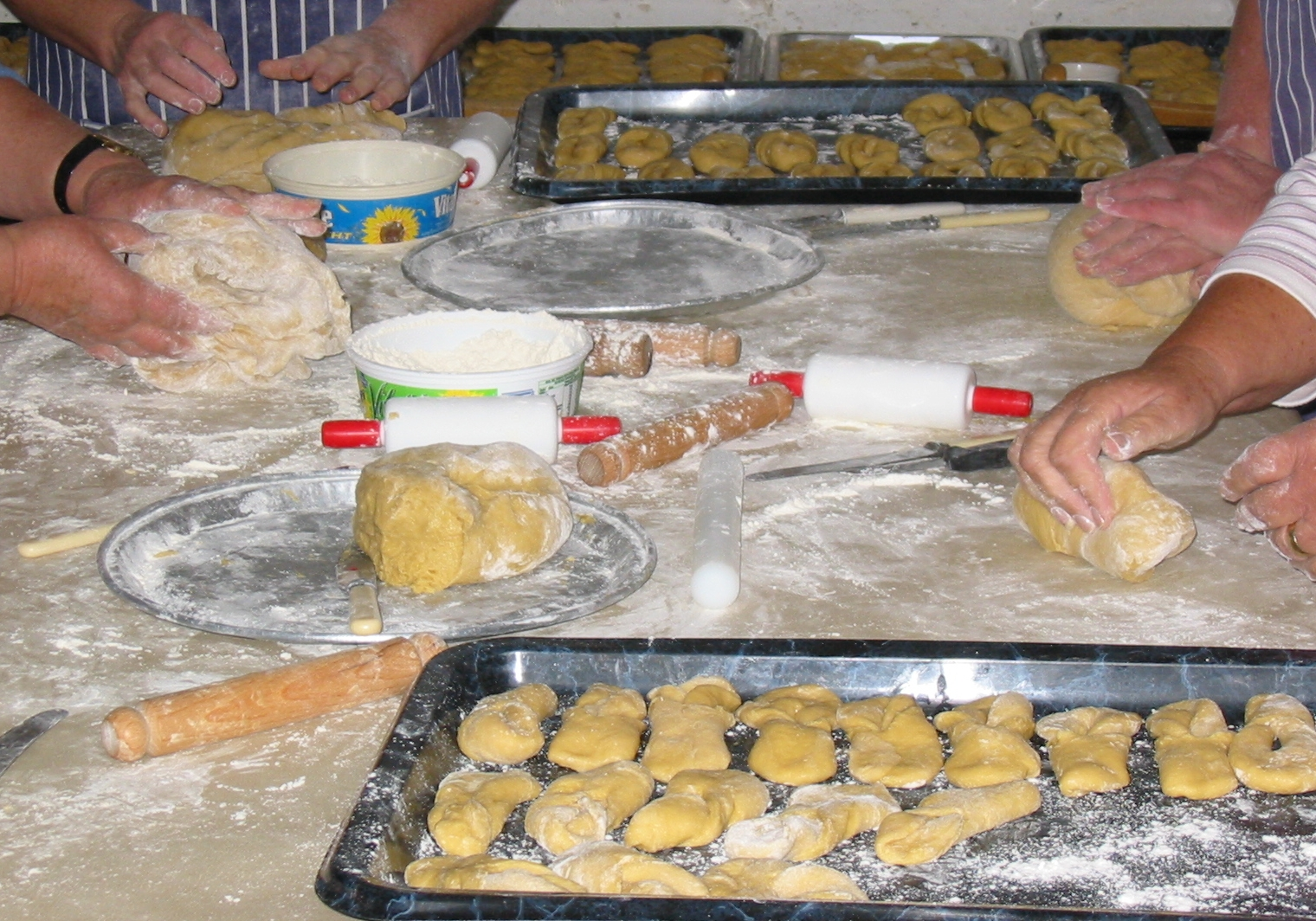
La pâte est malaxée puis découpée.
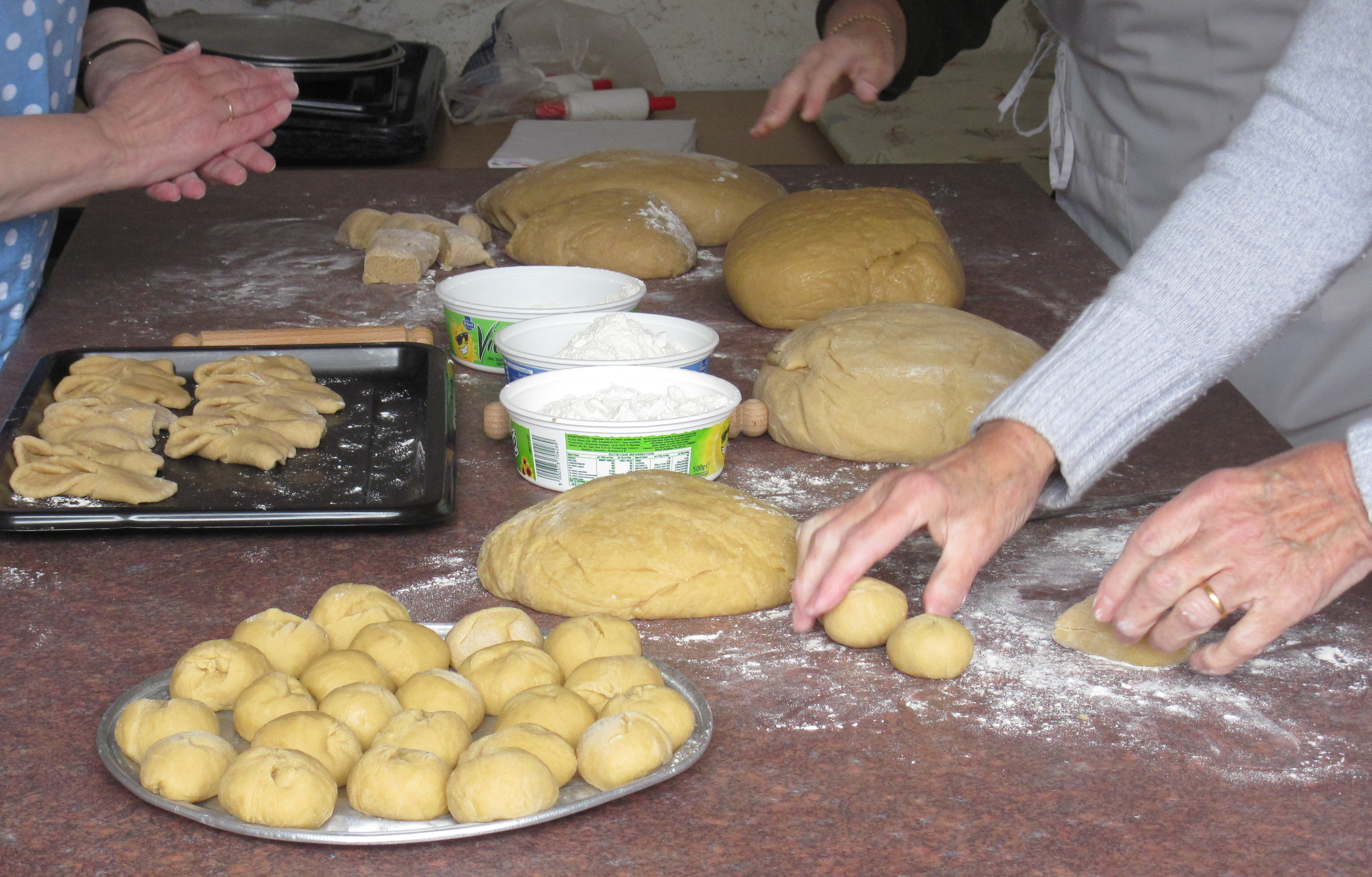
Préparation de la pâte en forme de boule.
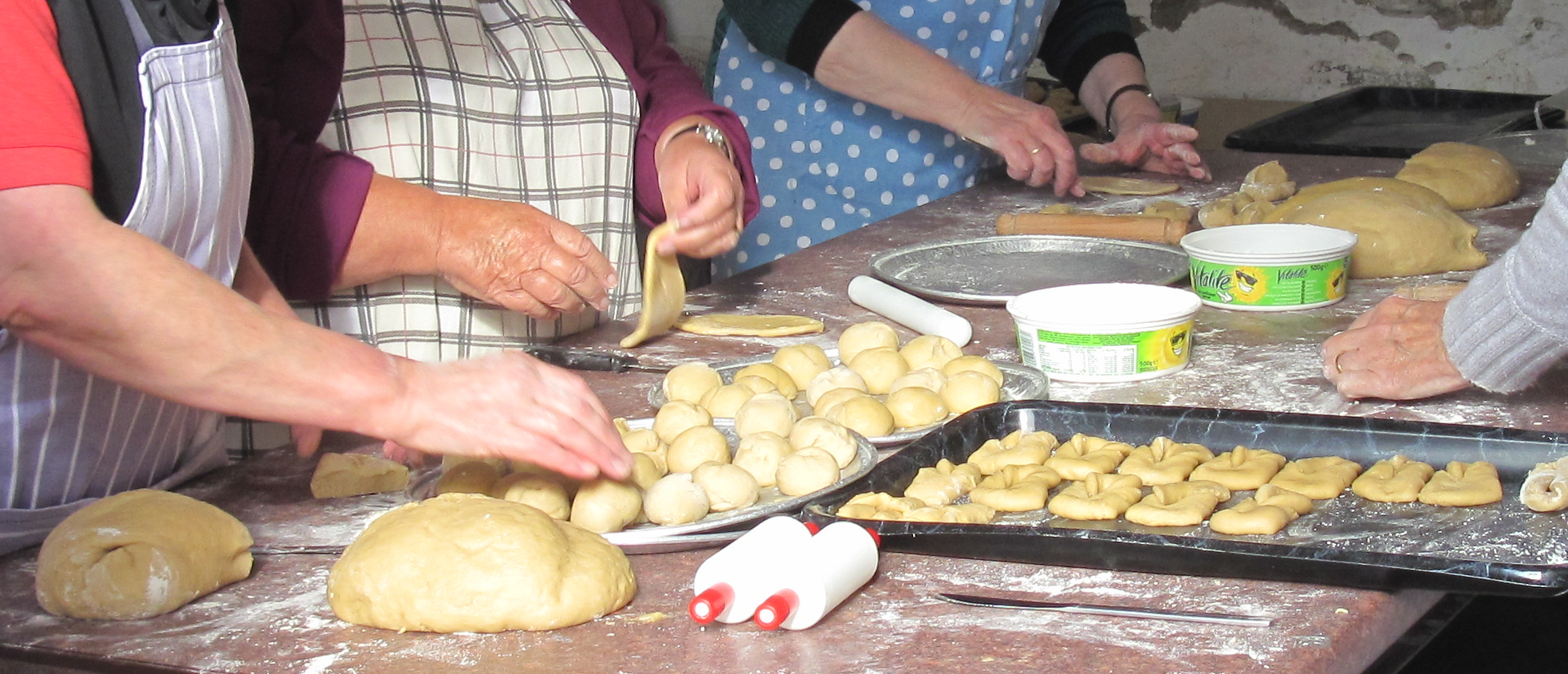
Les boules sont aplaties puis mise en formes de mèrvelles.